# NGC 2230
NGC 2230 is een elliptisch sterrenstelsel in het sterrenbeeld Goudvis. Het hemelobject werd op 30 november 1834 ontdekt door de Britse astronoom John Herschel.

## Synoniemen
- ESO 87-9
- AM 0621-645
- DRCG 50-42
- PGC 18873